# Station Hoogeveen
Station Hoogeveen is het spoorwegstation van Hoogeveen. Het station ligt aan de spoorlijn Meppel – Groningen.
Het station is op 1 mei 1870 geopend. In 1984 werd het oorspronkelijke stationsgebouw, van architect K.H. van Brederode, afgebroken vanwege bedrijfspresentatie, technische toestand en doelmatigheid. In datzelfde jaar werd er een nieuw stationsgebouw geopend. In 2013 werd begonnen met een grootschalige verbouwing van het station. Er kwam een nieuw plein bij het treinstation en een nieuw busstation. Ook werd het plein veiliger gemaakt door de aanleg van gescheiden routes en toegangen voor auto’s, fietsers, bussen en voetgangers.
In 2025 kondigde de gemeente Hoogeveen aan het historische station te willen herbouwen.

## Treinverbinding
Te Hoogeveen stopt in de dienstregeling 2025 de volgende treinserie:
| Serie | Treinsoort    | Route                                           | Bijzonderheden |
| ----- | ------------- | ----------------------------------------------- | -------------- |
| 6100  | Sprinter (NS) | Zwolle – Meppel – Hoogeveen – Assen – Groningen |                |

### Intercitystatus
Zowel voor de dienstregeling van 2010 als de dienstregeling van 2011 had NS het plan om treinserie 700 te versnellen door niet meer te stoppen op de stations Meppel, Hoogeveen, Beilen en Haren. Als compensatie zou stoptreinserie 9100 (nu 8100) vaker gaan rijden. Hierdoor zou Hoogeveen de rechtstreekse verbinding met de Randstad en Schiphol verliezen, wat op veel weerstand stuitte. Na protesten uit de gemeenteraad, de provincie Drenthe en de Tweede Kamer besloot NS dit plan in eerste instantie niet uit te voeren. Met de opening van de Hanzelijn op 9 december 2012 is het plan alsnog doorgegaan en rijdt de stoptrein 2 keer per uur in plaats van 1 keer per uur. Enkele vroege en enkele late intercitytreinen stoppen wel op dit station.
Op 29 april 2015 laten gedeputeerde Henk Brink van de provincie Drenthe en wethouder Jan Steenbergen van Hoogeveen weten dat de verbeteringen aan het spoor in Groningen, Zwolle en knooppunt Herfte zoveel tijdwinst zouden opleveren, dat een stop in Hoogeveen mogelijk zou zijn. Maar volgens spoorbeheerder ProRail is dit onmogelijk. In 2023 zijn aangepaste bochten bij Hoogeveen in gebruik genomen, waardoor de treinen de stad sneller kunnen passeren.

## Goederenvervoer
Station Hoogeveen heeft ook een groot aantal jaren goederenvervoer gekend. Daartoe lagen aan de westzijde van de huidige perronsporen een tweetal goederensporen, en ten zuidoosten van dezelfde perronsporen een aantal lossporen waaronder één met verhoogde kop- en zijlading. Verder is er in 1962 een spooraansluiting gebouwd naar industrieterrein "De Wieken". Deze lijn takte direct ten noorden van het oostelijk spoor af. Toen in de jaren 1980 de perrons moesten worden verlengd is er gekozen voor een wegklapbaar perrongedeelte, een unicum in Nederland. Op dat moment was het goederenvervoer al aardig op zijn retour. De laatste klant was de firma Steenbergen, die wagens betonstaal loste. Eerdere klanten waren onder andere Philips en Kip Caravans (beide met eigen aansluitspoor), een agrarische coöperatie en de dienst der Domeinen. De bediening van de goederenklanten in Hoogeveen vond plaats vanuit Zwolle Rangeerterrein, de latere jaren in combinatie met de bediening van Meppel. De uiteindelijke sluiting van de stamlijn richting de Wieken gaf nog aanleiding tot een klein relletje omdat het Ministerie van V&W, samen met ProRail, al had besloten tot opbraak, terwijl enkele partijen in de gemeenteraad en het verladend bedrijfsleven nog druk bezig waren met plannen voor reactivering.

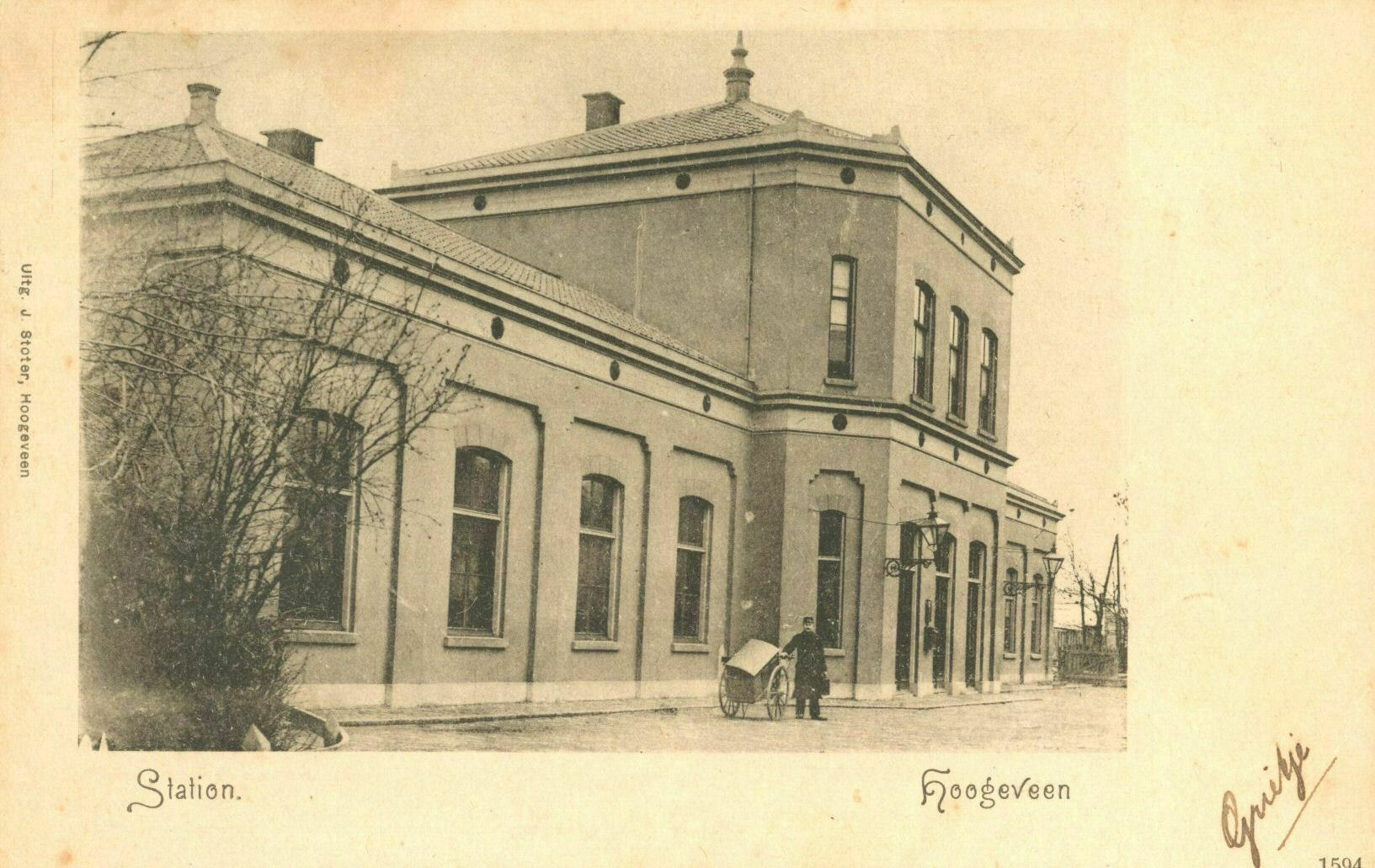
Het oude station
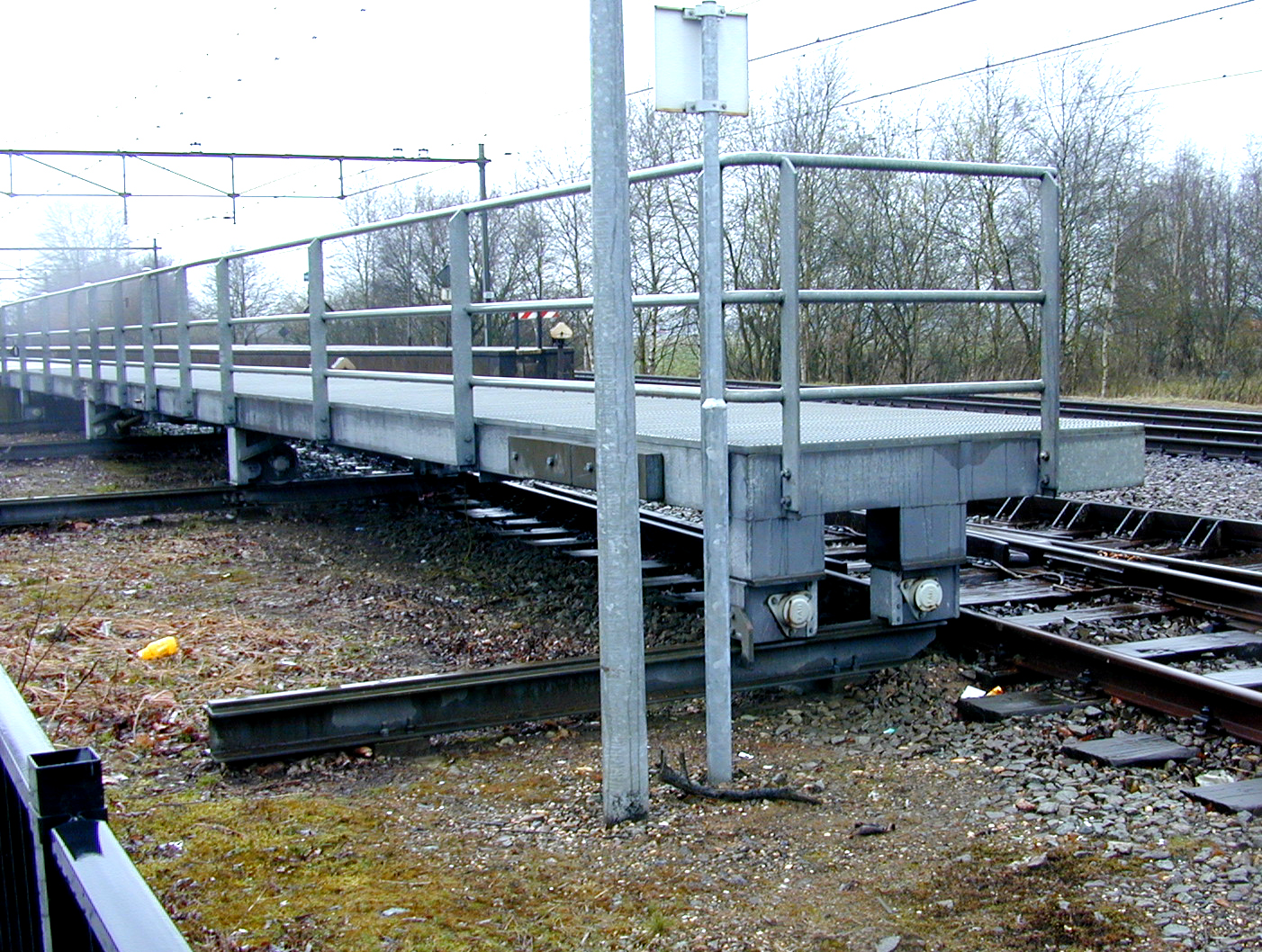
Beweegbare perron van spoor 1. Inmiddels opgebroken.
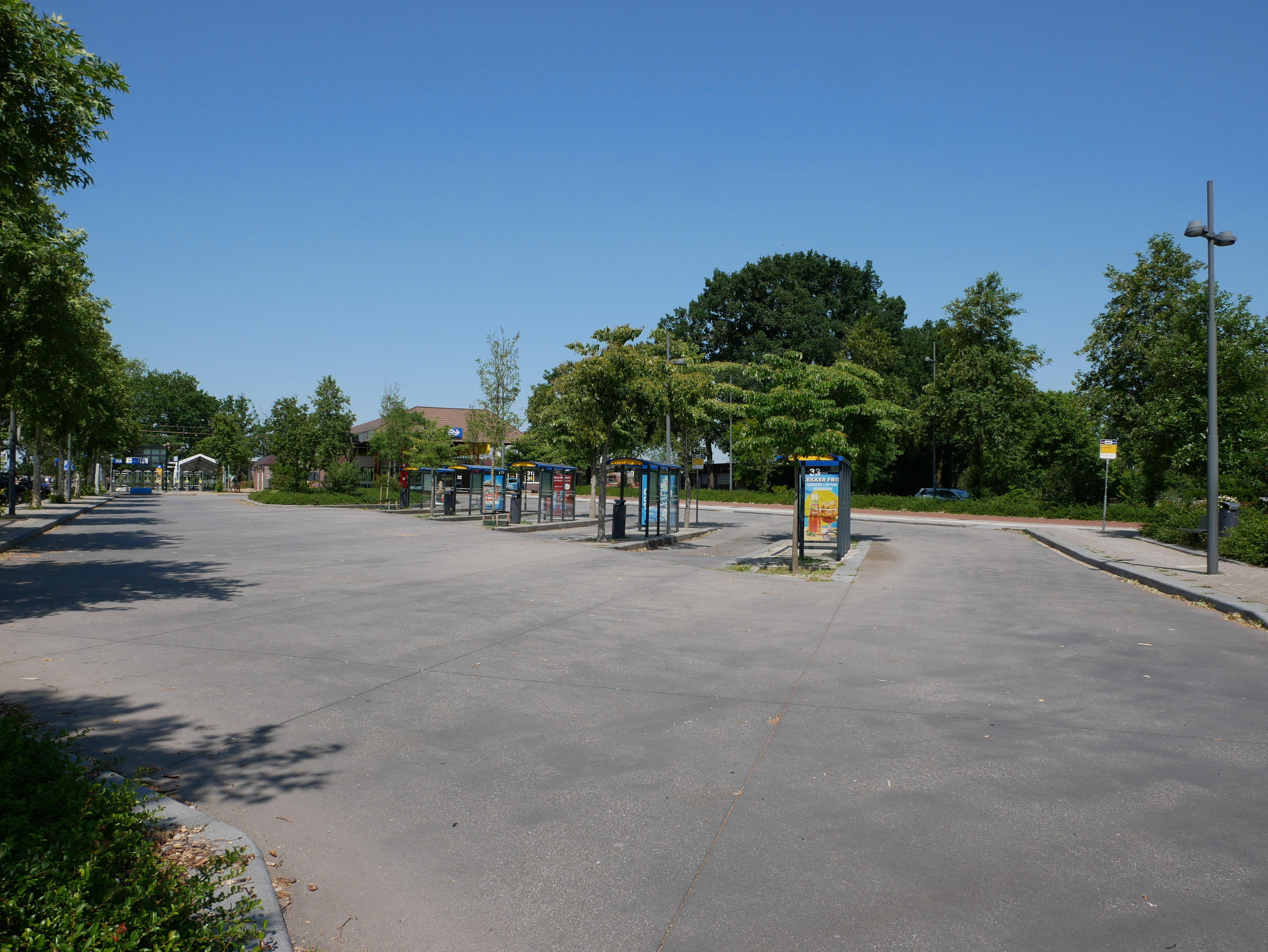
Busstation
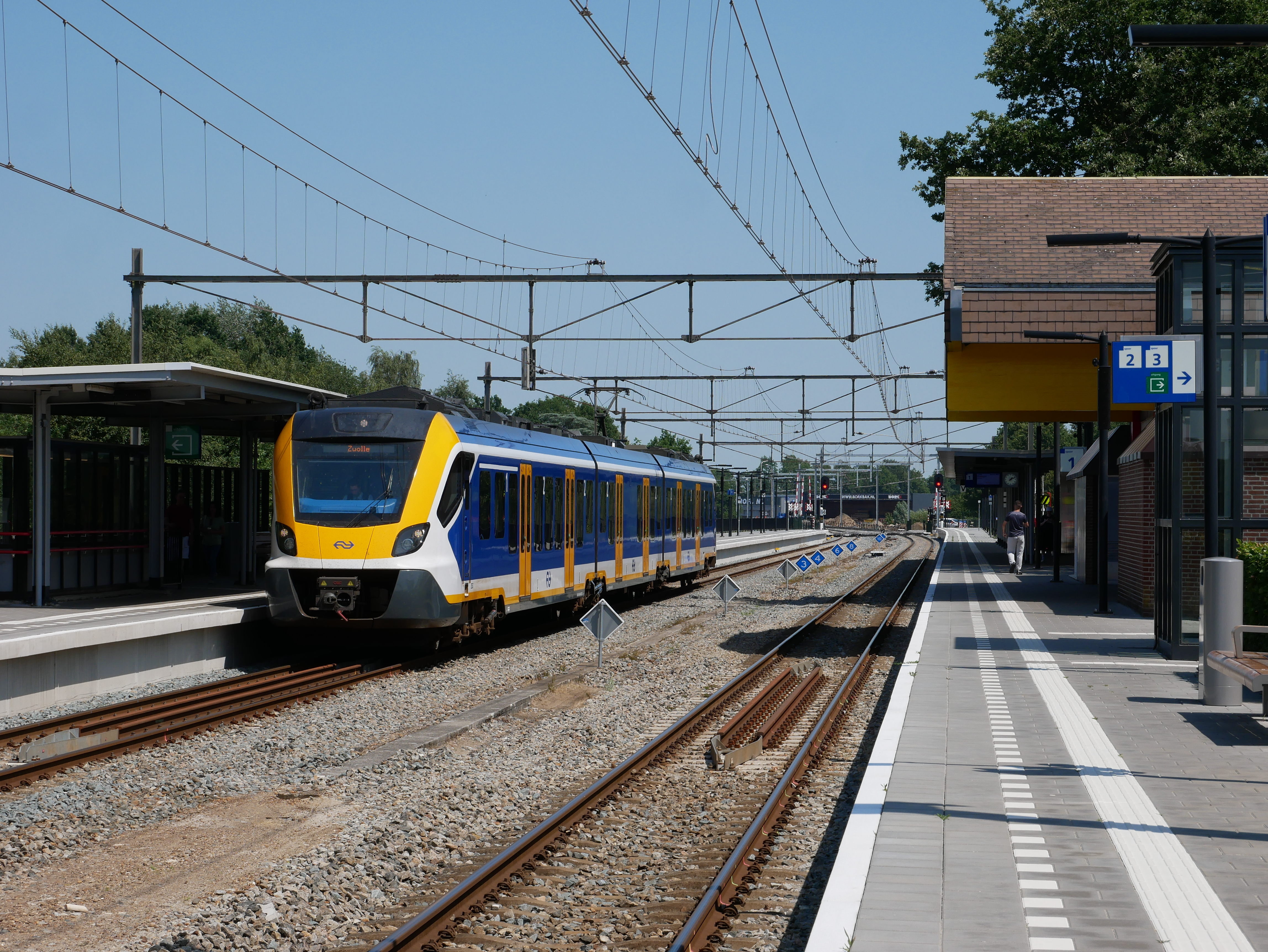
SNG op het station

## Ontwikkeling aantal reizigers
Het aantal door NS vervoerde reizigers (per gemiddelde werkdag) ontwikkelde zich sedert 2019 als volgt:
| Jaar | Aantal reizigers |
| ---- | ---------------- |
| 2019 | 4.624            |
| 2020 | 2.312            |
| 2021 | 2.529            |
| 2022 | 3.301            |
| 2023 | 3.694            |
| 2024 | 3.782            |

0,0: Meppel ·
4,6: Ruinerwold ·
8,4: Koekange ·
14,5: Echten ·
19,8: Hoogeveen ·
29,4: Wijster ·
33,7: Beilen ·
37,8: Oranjekanaal ·
40,5: Hooghalen ·
49,3: Assen ·
56,3: Oudemolen ·
60,1: Vries-Zuidlaren ·
66,4: De Punt ·
71,2: Haren ·
74,2: Groningen Europapark ·
76,9: Groningen
Assen ·
Beilen ·
Coevorden ·
Dalen ·
Emmen ·
-Zuid ·
Hoogeveen ·
Meppel ·
Nieuw Amsterdam

Zie ook: lijst van voormalige spoorwegstations in Drenthe